# لن بایس
لن بایس (انگلیسی: Len Bias؛ ۱۸ نوامبر ۱۹۶۳ – ۱۹ ژوئن ۱۹۸۶) یک بازیکن بسکتبال اهل ایالات متحده آمریکا بود.او در درفت سال ۱۹۸۶ به عنوان پیک دوم توسط تیم مدافع قهرمانی آن دوره یعنی بوستون سلتیکس انتخاب شد اما او دو روز بعد از انتخاب توسط سلتیکس به علت مصرف بیش از حد کوکائین درگذشت.